# Авіаційне командування «Албанія»
Авіаційне командування «Албанія» (нім. Fliegerführer Albanien) — орган військового управління оперативно-тактичного рівня Люфтваффе за часів Другої світової війни, відповідальний за керівництво силами та засобами військової авіації у визначеному географічному регіоні.

## Командування
- оберст Вальтер Гаген (листопад 1943 — 13 червня 1944)
- оберст Пауль Вайткус (14 червня — 29 серпня 1944)

### Підпорядкованість
| Час      | Корпус | Командування/Флот                       | Штаб   |
| -------- | ------ | --------------------------------------- | ------ |
| 1943     |        |                                         |        |
| листопад |        | Командування Люфтваффе «Південний Схід» | Тирана |
| 1944     |        |                                         |        |
| 1 січня  |        | Командування Люфтваффе «Південний Схід» | Тирана |

## Бойовий склад Авіаційного командування «Албанія»
Формування управління, забезпечення та підтримки
- 1-ша ескадрилья 12-ї група ближньої розвідки (1./Nahaufklärungsgruppe 12);

- 7./27-ї винищувальної ескадри (JG 27);